# Sclerocactus mesae-verdae
Sclerocactus mesae-verdae es una especie perteneciente a la familia Cactaceae. Fue descubierta cerca de Cortez (Colorado) por Charles Hercules Boissevain y sólo se conoce en este estado. Antiguamente estuvo clasificada en el género monotípico (Coloradoa).

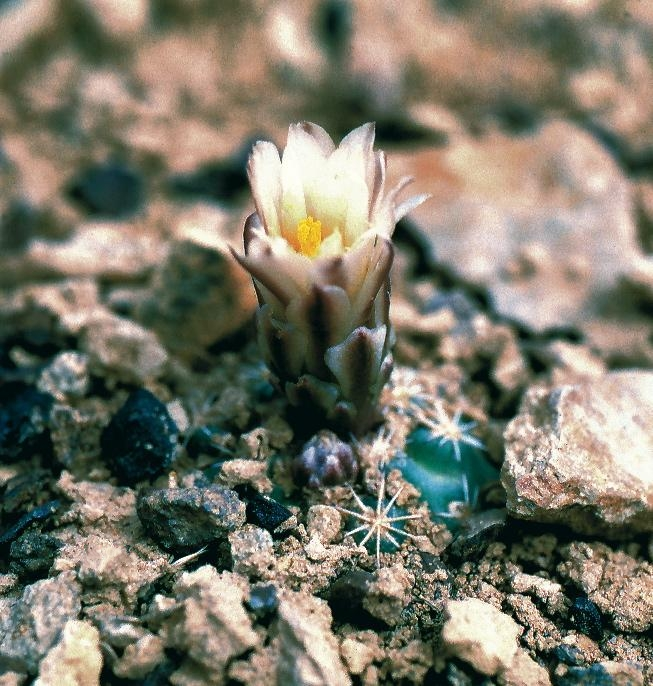
Vista de la planta

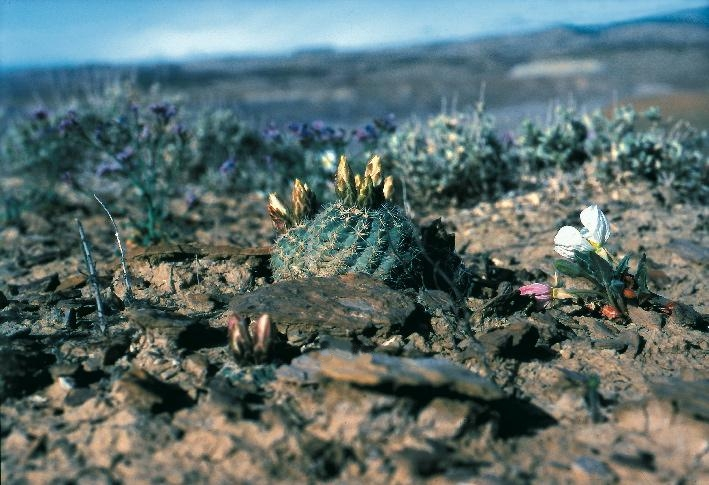
En su hábitat

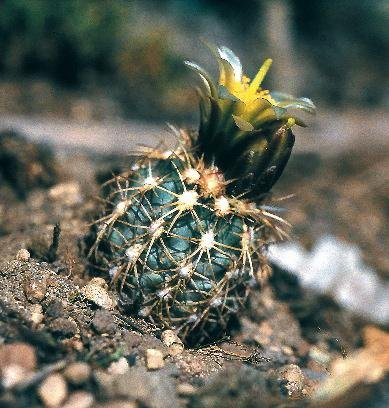
Vista de la planta

## Características
Es un cactus globoso de crecimiento solitario, aunque en ocasiones puede formar grupos de hasta 15 miembros. Alcanza un tamaño de 3,5 a 6,2 cm de altura (no suele sobrepasar los 10 cm) y aproximadamente el mismo diámetro. Tiene más de 14 costillas dispuestas en espiral. Las flores varían del blanco al amarillo cremoso, miden 3 cm de largo por 2 de diámetro y no abren por completo. Frutos verdes, esféricos, de 1,25 cm de diámetro. Se vuelven marrones al madurar y se rajan horizontalmente, liberando las semillas de color negro.

## Distribución y hábitat
Sclerocactus mesae-verdae se encuentra en la meseta de Colorado en las reservas indígenas de las zonas desérticas del suroeste de Colorado y el noroeste de Nuevo México donde es una especie endémica. Se encuentra en las colinas bajas y secas en altitudes 1200-1800 metros y crece asociada con Sclerocactus parviflorus, Echinocereus fendleri, Opuntia polyacantha, Atriplex confertifolia, Frankenia jamesii y Hilaria jamesii.

## Conservación
Al igual que muchos de los cactus de lenta maduración, esta especie ha estado sujeta a recolección excesiva y esquilmas clandestinas, lo cual, debido a su reducida población, extensión limitada y baja tasa de reproducción, ha contribuido a la disminución de ejemplares en estado silvestre.
Además, este cactus no aguanta los trasplantes, por lo que casi todos los especímenes terminan muriendo.

## Taxonomía
Sclerocactus mesae-verdae fue descrita por (Boissev. & C.Davidson) L.D.Benson y publicado en Cactus and Succulent Journal 38(2): 54. 1966.
Etimología
Sclerocactus: nombre genérico que deriva del griego y significa "cacto duro o cruel" y es una referencia a las espinas ganchudas que se adhieren firmemente a lo que tenga contacto con ellas.
mesae-verdae: epíteto geográfico que alude a su localización en el Parque nacional Mesa Verde.
Sinonimia
- Coloradoa mesae-verdae
- Echinocactus mesae-verdae
- Pediocactus mesae-verdae
- Fereocactus mesae-verdae[7]